# Ketty Kaufmann
Ketty Kaufmann (Buenos Aires, 10 de enero de 1934 -Madrid, 5 de junio de 2017) fue una periodista y relaciones públicas argentina afincada en España.

## Biografía
Descendiente de comerciantes judíos, era hija del polaco Wolf Hill Kaufmann Zabinowsky (1902-1971) y de su esposa, la lituana Fanny Gotthelf Brestowitzky (1904-1973). Tuvo un hermano mayor, llamado Julio (1929-2010), también argentino.
Tras vivir en Argentina, Puerto Rico y Nueva York, se traslada a Madrid en 1970. Contrae matrimonio, en segundas nupcias, con el periodista y escritor español Jesús María Amilibia. En 1988 su marido protagonizó un grave escándalo, al conducir un vehículo involucrado en un incidente de tráfico y que acabó en discusión en la calzada y con el marido de Ketty disparando mortalmente al propietario del otro coche, José María Fernández Villanueva.
Especializada en crónica del corazón, ha sido presentadora y colaboradora habitual en diversos espacios de radio y televisión. Vinculada a Radio España por más de una década, presentó los programas Como la vida misma (1988- 1996) y A mi manera (1996- 1999), asimismo, se hizo cargo de la programación especial de la cadena con motivo de la boda de los Duques de Lugo en 1995. En televisión, colaboró en los programas matinales de María Teresa Campos Pasa la vida (1995), de Televisión Española,  Día a día (1996- 2004), de Telecinco y Cada día (2004- 2005), de Antena 3. También fue colaboradora en Tómbola (1999- 2004), Tela marinera (1999- 2003), ambos de Canal Nou, y Bravo por la tarde (2000- 2003) de Canal Sur, todos ellos de la productora Producciones52. Con posterioridad condujo los espacios radiofónicos Las tardes de Ketty (2001) y El Kalambrazo (2006), en Radio Intercontinental y el magacín nocturno Tu amiga Ketty, en la cadena local Onda 6 (2004- 2006). En medios escritos, colaboró en El Caso, tuvo una sección en Semana titulada Diálogos confidenciales (1991- 1994) y también escribió para la revista Dígame de Emilio Rodríguez-Menéndez.
Como invitada apareció en concursos como Entre platos anda el juego (1991), ¡Hola Raffaella! (1992), Waku Waku (2000), y en programas como La tarde,  Rifi-rafe (1994), Aquí hay tomate o Sálvame. También hizo un cameo en  la película A la pálida luz de la luna (1985). Volvió a la pequeña pantalla en 2014 para participar, como tertuliana hasta 2015, en el programa de corazón "La tertulieta" de Castilla-La Mancha TV.
Padecía desde 2013 un cáncer de pulmón que finalmente pudo con su vida en Madrid, el 5 de junio de 2017, cuando contaba 83 años de edad.